# ISO 3166-2:LU

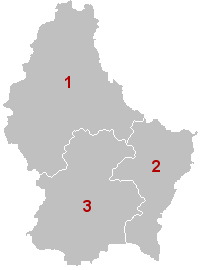
1 = Diekirch
2 = Grevenmacher
3 = Luxemburg

ISO 3166-2:LU és l'entrada de Luxemburg en la norma ISO 3166-2, part de la norma ISO 3166 estàndard publicada per l'Organització Internacional per a l'Estandardització (ISO), que defineix codis per als noms de les principals subdivisions -per exemple, províncies o estats- de tots els països codificades a ISO 3166-1.
Actualment per a Luxemburg, el codi ISO 3166-2 es defineix per a tres districtes.
Cada codi consta de dues parts, separades per un guió. La primera part és LU, l'ISO 3166-1 alfa-2 codi de Luxemburg. La segona part és la lletra que coincideixen amb l'abreviatura del districte.

## Codis actuals
Subdivisions s'enumeren com a norma ISO 3166-2 publicat com ISO 3166 per l'Agència de Manteniment (ISO 3166/MA).
Els codis ISO 639-1 s'utilitzen per representar noms de subdivisió als següents llengües administratius: 
- (de): alemany
- (fr): francès
- (lb): luxemburguès

| Codi | Nom de subdivisió          |
| ---- | -------------------------- |
| LU-D | Diekirch (de, lb)          |
| LU-G | Grevenmacher (de, lb)      |
| LU-L | Luxemburg (fr), (de), (lb) |